# Friedrich Ratzel
Friedrich Ratzel (Karlsruhe, 30 agosto 1844 – Ammerland, 9 agosto 1904) è stato un etnologo e geografo tedesco, considerato il più autorevole esponente del determinismo geografico.

## Biografia
Fondatore della geografia antropica o antropogeografia, fu il primo a coniare l'espressione  spazio vitale (Lebensraum), che ha poi avuto tanto seguito e diffusione nell'ambito demografico.
Portò anche nel campo specificamente etnologico contributi fondamentali per il costituirsi della scuola storico-culturale.
Nei primi anni lavorò soprattutto nel Mediterraneo per poi spostarsi, dal 1874 al 1876, in Nordamerica, Cuba e Messico, dove studiò la distribuzione dei gruppi etnici tedeschi che nel corso dei decenni precedenti vi erano migrati.
Di ritorno in patria intraprese la carriera accademica fra Monaco e Lipsia e scrisse notevoli opere fondamentali per la sua materia, all'epoca ancora poco studiata come scienza.
Egli notò che in due regioni separate dall'oceano e quindi molto lontane tra loro, vi erano le stesse peculiarità architettoniche, ovvero la presenza dello stesso tipo di arco in Africa Occidentale ed in Melanesia. Egli attribuì questo fenomeno al principio della diffusione ossia un antico scambio culturale. Questo principio fu da fondamento per lo svolgimento successivo della scuola storico-culturale in etnologia, che egli enunciò nella sua opera Die geographische Vebreitung des Bogens und der Pfeile in Afrika, del 1887. Degni di nota sono anche gli articoli giornalistici e d'informazione sui suoi viaggi in America. Fondamentale è l'opera Völkerkunde, sull'espansionismo della razza umana sul pianeta che fu tradotta in varie lingue e largamente apprezzata. Altro scritto importante è il Politische Geographie che diede inizio alla geografia politica come disciplina scientifica.

## Opere
- Anthropogeographie - Geografia dell'uomo, dal 1882 al 1891.
- Volkerkunde - Le razze umane, dal 1885 al 1888, in tre volumi.
- Die Africanischen Bogen, ihre Verbreitung und Verwandtschaften - Gli archi africani, loro diffusione e affinità, del 1891.
- Politische Geographie - Geografia politica, del 1897